# Oleh Lykov
Oleh Viktorovytj Lykov (på ukrainsk: Ликов Олег Вікторович) (født 1. august 1973 i Dnipropetrovsk, Sovjetunionen) er en ukrainsk tidligere roer.
Lykov var en del af den ukrainske dobbeltfirer, der vandt bronze ved OL 2004 i Athen. Bådens øvrige besætning var Serhij Hryn, Serhij Bilousjtjenko og Leonid Sjaposjnikov. Ukrainerne fik bronze efter en finale, hvor Rusland vandt guld mens Tjekkiet tog sølvmedaljerne. Han deltog også ved OL 1996 i Atlanta, OL 2000 i Sydney, OL 2008 i Beijing og OL 2012 i London, dog uden at vinde medalje ved nogen af disse lege.
Lykov vandt, som del af den ukrainske dobbeltfirer, desuden to VM-medaljer, en bronzemedalje i 1997 og en sølvmedalje i 1999.

## OL-medaljer
- 2004:  Bronze i dobbeltfirer